# Sanya
Sanya (chinois : 三亚市 ; pinyin : Sānyà shì) est une ville-préfecture du sud de la province insulaire de Hainan, dans l'extrême Sud de la Chine.

## Économie
En 2004, le PIB total a été de 4,1 milliards de yuans, et le PIB par habitant de 9 538 yuans.

## Tourisme
Depuis quelques années, Sanya, bien desservie par l'aéroport international de Sanya Phénix, est devenue une destination prisée des touristes chinois, du continent ou de Hong Kong, ainsi que des touristes russes. Le premier hôtel fut celui fondé par l'hôtelier suisse N. C. Solari en 1999 sur la plage de Yalong Bay. Depuis, de nombreux hôtels appartenant à de grands groupes internationaux s'y sont installés.
La ville est la destination de villégiature favorite de la classe moyenne supérieure et des chinois fortunés. Selon le rapport Hurun, équivalent chinois du classement Forbes des milliardaires, Hainan (notamment Sanya) est, avec la province du Yunnan, la destination domestique préférée des millionnaires chinois,.
C'est à Sanya que se sont déroulés les concours de Miss Monde 2003, 2004, 2005, 2007, 2015, 2017, 2018.
Sanya possède aussi un musée de papillons, un aquarium de coquillages, mais est surtout célèbre pour abriter la statue de la déesse Guānyīn, quatrième plus grande statue au monde (108 mètres).

## Transports

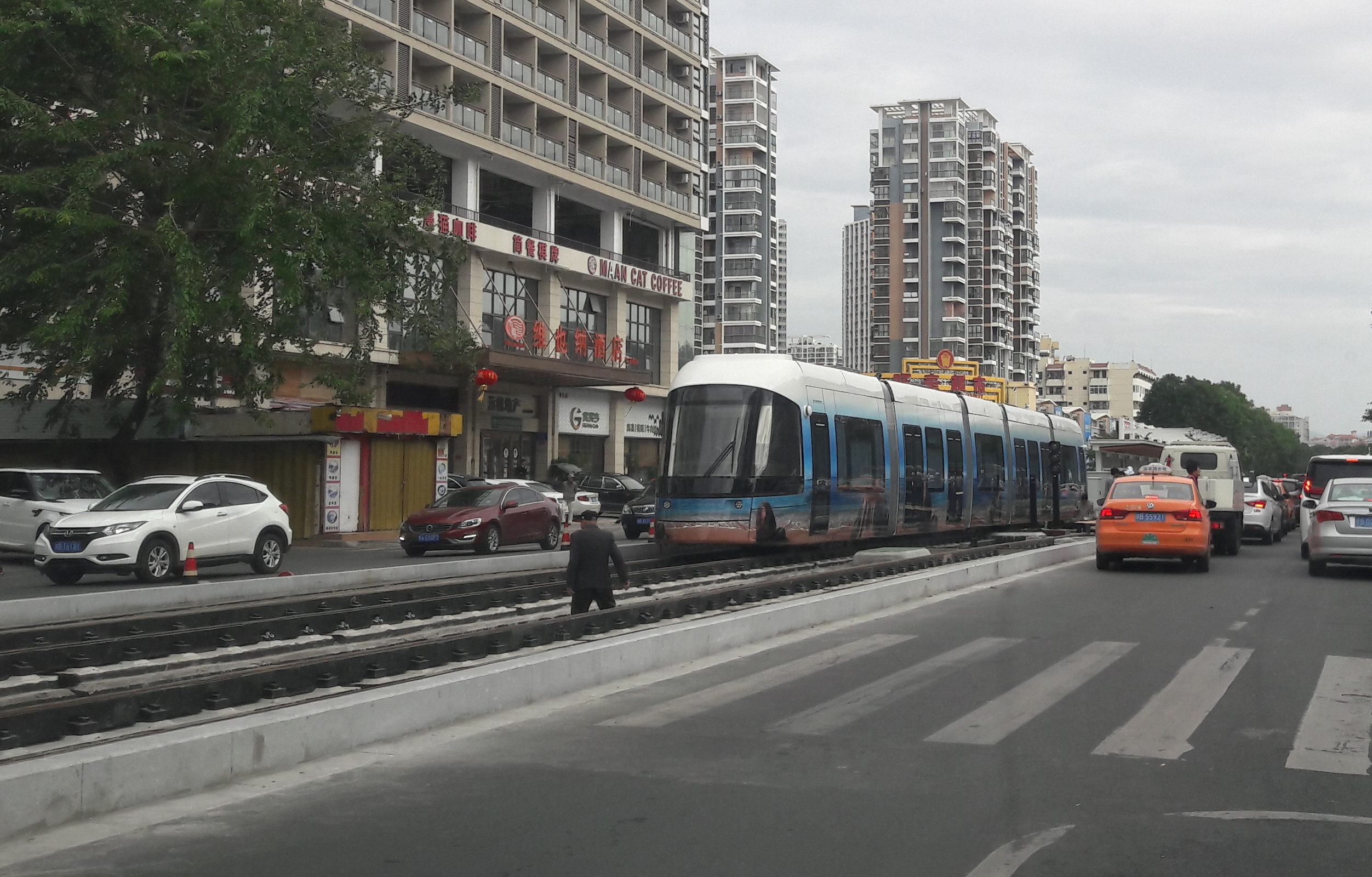
Future ligne de tramway de Sanya.

- Les deux lignes à grande vitesse de l'île, que sont la LGV périphérique Ouest de Hainan et la LGV périphérique Est de Hainan, relient Sanya à Haikou, capitale provinciale, au Nord de l'île.
- L'aéroport international de Sanya Phénix est situé à l'ouest de la ville, et relié par le LGV ouest et différentes lignes de bus.
- L'Aéroport international de Sanya-Hongtangwan est en construction.
- Une première ligne de tramway est en cours de construction dans le centre-ville, en 2018. 4 lignes doivent être ouvertes prochainement[5].

## Histoire
Connu comme Yazhou (崖州) dans le temps, l'histoire de Sanya commence lors de la période de la dynastie Qin (221-206 avant notre ère). En raison de son éloignement des centres politiques pendant les Chine impériales, Sanya a été parfois appelé Tianya Haijiao (天涯海角), ce qui signifie « la fin du ciel et de l'océan » ou « la fin de la terre ». En conséquence, la ville a servi de lieu d'exil pour les fonctionnaires qui se sont retrouvés en disgrâce avec les dirigeants du pays.
Au cours de la dynastie des Tang, le moine bouddhiste Jianzhen a accidentellement atterri ici, en utilisant Sanya comme un relais de poste sur son voyage missionnaire au Japon.

## Base militaire
Une base militaire de sous-marins nucléaires construite dans les années 2000 est située à proximité de Sanya,.

## Géographie

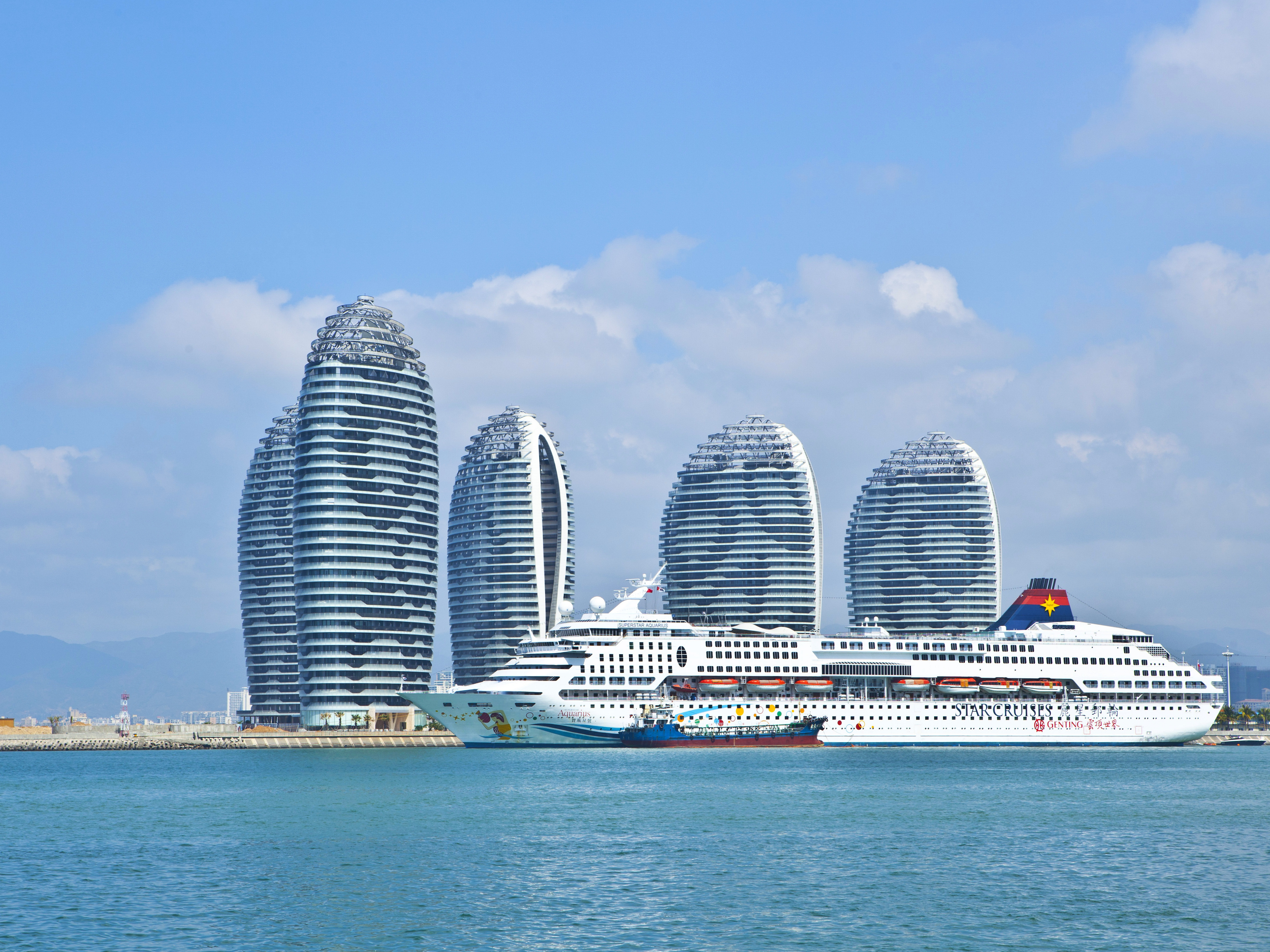
Île Phénix.

Sanya a un climat tropical de saison sèche et humide, chaud toute l'année, avec une saison sèche et humide bien définie, avec une température maximale annuelle moyenne de 30,2 ° C.
Depuis le début des relevés météorologiques, la température annuelle moyenne à Sanya s’est réchauffée par fluctuations. Si l’on prend l’exemple de 2024, la température annuelle moyenne à Sanya est de 27,1 ° C, soit 0,6 °C de plus que la valeur normale, la température moyenne du mois le plus froid (Décembre) étant de 23,2 ° C et le mois le plus chaud (Août) de 29,9 ° C.

### Subdivisions administratives
La ville-préfecture de Sanya exerce sa juridiction sur 2 districts-quartiers (乡级管理区 xiangji guanli-qu), six villages (镇 zhen) et quatre fermes :
| Nom en français    | Simplifié    | Traditionnel | Pinyin                    | Superficie | Population | Densité |
| ------------------ | ------------ | ------------ | ------------------------- | ---------- | ---------- | ------- |
| District de Hexi   | 河西区       | 河西區       | Héxī Qū                   | 10         | 134,026    | 13,403  |
| District de Hedong | 河东区       | 河東區       | Hédōng Qū                 | 35         | 147,944    | 4,227   |
| Haitangwan Town    | 海棠湾镇     | 海棠灣鎮     | Hǎitángwān Zhèn           | 254        | 44,617     | 176     |
| Bourg de Jiyang    | 吉阳镇       | 吉陽鎮       | Jíyáng Zhèn               | 199        | 92,316     | 464     |
| Bourg de Fenghuang | 凤凰镇       | 鳳凰鎮       | Fènghuáng Zhèn            | 487        | 66,801     | 137     |
| Bourg de Yacheng   | 崖城镇       | 崖城鎮       | Yáchéng Zhèn              | 383        | 74,779     | 195     |
| Bourg de Tianya    | 天涯镇       | 天涯鎮       | Tiānyá Zhèn               | 269        | 34,934     | 130     |
| Bourg de Yucai     | 育才镇       | 育才鎮       | Yùcái Zhèn                | 315        | 17,515     | 56      |
| Ferme de Nantian   | 国营南田农场 | 國營南田農場 | Guóyíng Nántián Nóngchǎng | N.D.       | 24,280     | N.D.    |
| Ferme de Nanxin    | 国营南新农场 | 國營南新農場 | Guóyíng Nánxīn Nóngchǎng  | N.D.       | 16,801     | N.D.    |
| Ferme de Licai     | 国营立才农场 | 國營立才農場 | Guóyíng Lìcái Nóngchǎng   | N.D.       | 16,659     | N.D.    |
| Ferme de Nanbin    | 国营南滨农场 | 國營南濱農場 | Guóyíng Nánbīn Nóngchǎng  | N.D.       | 14,736     | N.D.    |

## Jumelage
- Cannes (France)
- Khabarovsk (Russie) depuis 2011

## Honneurs
L'astéroïde (5537) Sanya porte son nom. L'astéroïde (207717) Sa'a est aussi nommé en son honneur.

## Liens externes

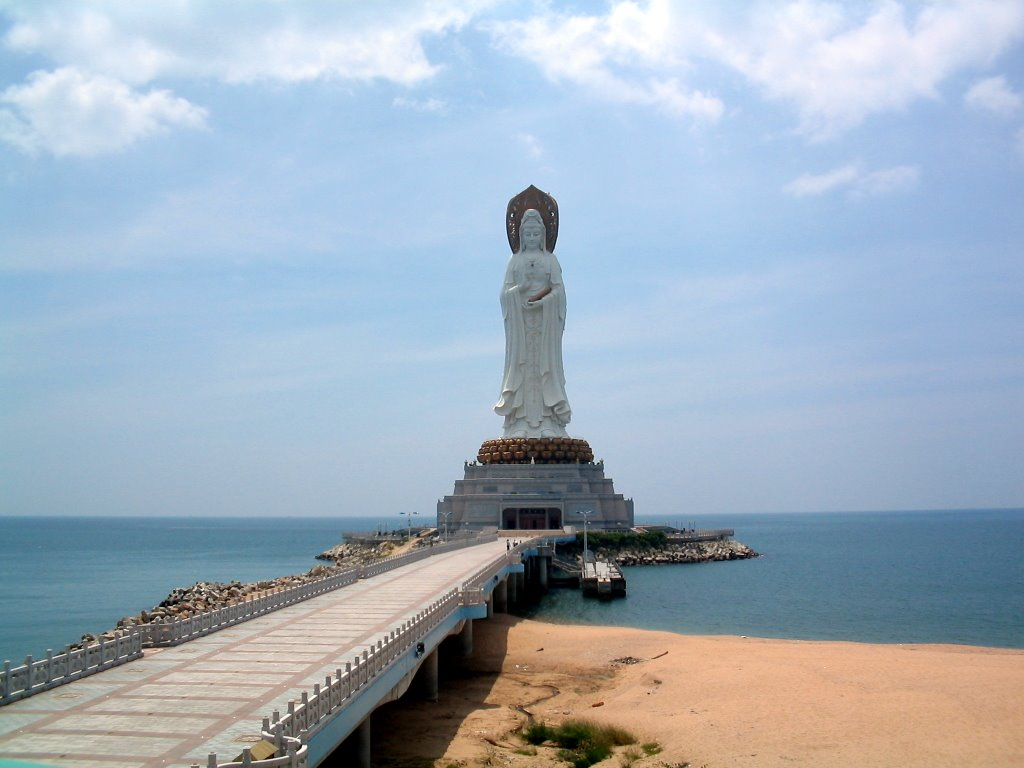
Guanyin, la déesse marine de la miséricorde (hauteur 108 m).
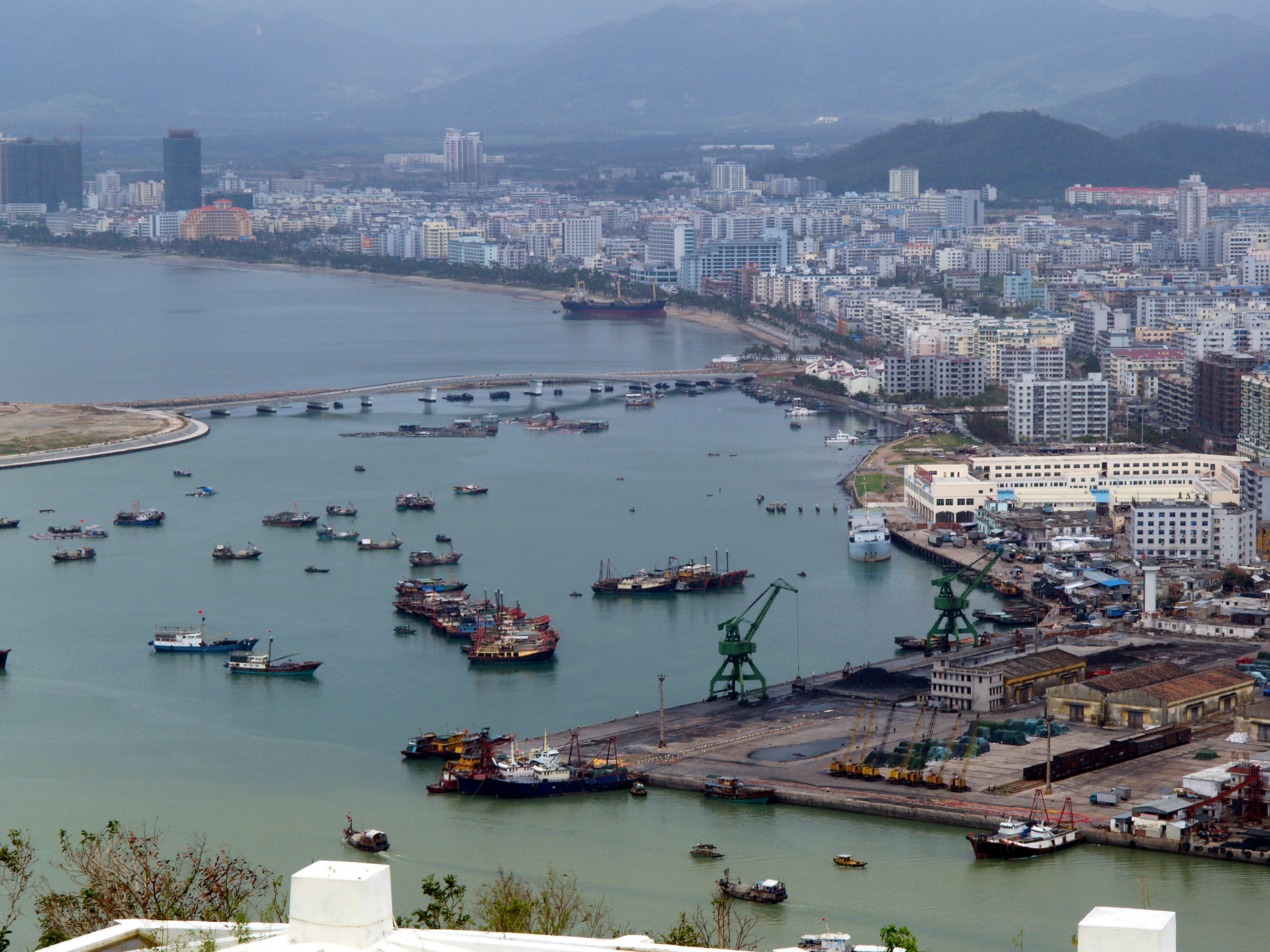
Partie ouest de Sanya en 2005
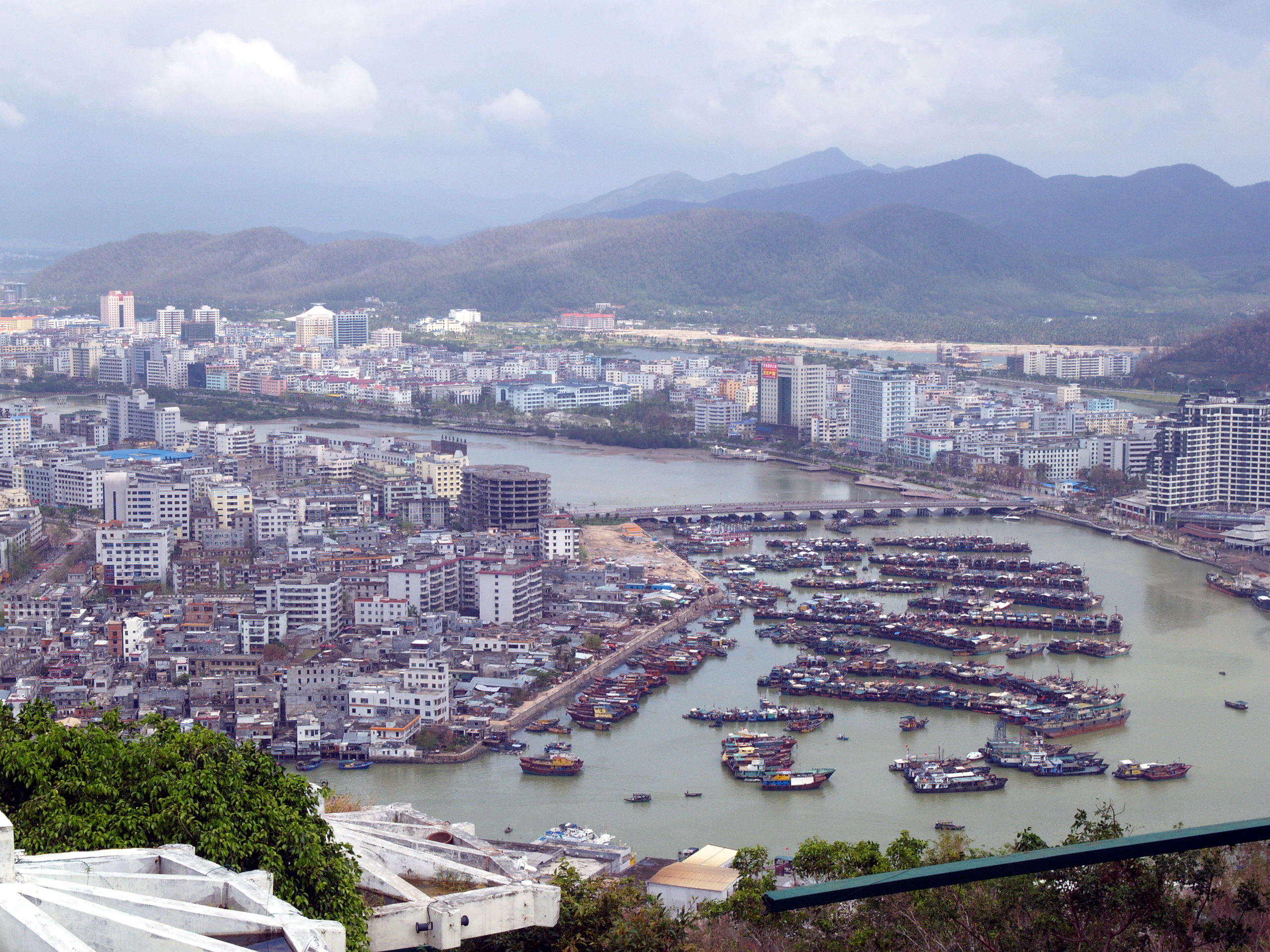
Partie Est de Sanya en 2005